# Hartwig Gauder
Hartwig Gauder (n. 10 noiembrie 1954, Vaihingen an der Enz, Republica Federală Germania, Germania – d. 22 aprilie 2020, Erfurt, Germania) a fost un atlet german, medaliat olimpic. A participat la 3 ediții ale Jocurilor Olimpice (1980, 1988, 1992) în care a câștigat o medalie de aur și o medalie de bronz în proba de 50 km marș.

## Palmares
| An   | Competiție                      | Locație                     | Loc | Eveniment     | Note     |
| ---- | ------------------------------- | --------------------------- | --- | ------------- | -------- |
| 1973 | Campionatul European de Juniori | Duisburg, Germania de Vest  | 1   | 10 000 m marș | 44:13,6  |
| 1978 | Campionatul European            | Praga, Cehoslovacia         | 7   | 20 km marș    | 1:25:16  |
| 1980 | Jocurile Olimpice               | Moscova, Uniunea Sovietică  | 1   | 50 km marș    | 3:49:24  |
| 1981 | Campionatul European în sală    | Grenoble, Franța            | 1   | 5000 m marș   | 19:08,59 |
| 1982 | Campionatul European            | Atena, Grecia               | 4   | 50 km marș    | 4:04:51  |
| 1986 | Campionatul European            | Stuttgart, Germania de Vest | 1   | 50 km marș    | 3:40:55  |
| 1987 | Campionatul Mondial             | Roma, Italia                | 1   | 50 km marș    | 3:40:53  |
| 1988 | Jocurile Olimpice               | Seul, Coreea de Sud         | 3   | 50 km marș    | 3:39:45  |
| 1990 | Campionatul European            | Split, Iugoslavia           | 3   | 50 km marș    | 4:00:48  |
| 1991 | Campionatul Mondial             | Tokio, Japonia              | 3   | 50 km marș    | 3:55:14  |
| 1992 | Jocurile Olimpice               | Barcelona, Spania           | 6   | 50 km marș    | 3:56:47  |
| 1993 | Campionatul Mondial             | Stuttgart, Germania         | –   | 50 km marș    | NT       |